# Tsjilnov
Tsjilnov (Bulgaars: Чилнов Chilnov) is een dorp in het noorden van Bulgarije. Het dorp maakt onderdeel uit van de gemeente Dve Mogili in de oblast Roese en ligt 229 kilometer ten noordoosten van Sofia.

## Bevolking
Op 31 december 2019 telde het dorp 397 inwoners.
|  |

| Etnische samenstelling van de respondenten (2011) | Etnische samenstelling van de respondenten (2011) | Etnische samenstelling van de respondenten (2011) | Etnische samenstelling van de respondenten (2011) | Etnische samenstelling van de respondenten (2011) |
| ------------------------------------------------- | ------------------------------------------------- | ------------------------------------------------- | ------------------------------------------------- | ------------------------------------------------- |
|                                                   |                                                   |                                                   |                                                   |                                                   |
| Bulgaren                                          | Bulgaren                                          |                                                   | 39,2%                                             | 39,2%                                             |
| Turken                                            | Turken                                            |                                                   | 38,3%                                             | 38,3%                                             |
| Roma                                              | Roma                                              |                                                   | 22,3%                                             | 22,3%                                             |
| Anders/Onbekend                                   | Anders/Onbekend                                   |                                                   | 0,2%                                              | 0,2%                                              |

Baniska · Batisjnitsa · Bazovets · Dve Mogili · Karan Varbovka · Katselovo · Mogilino · Ostritsa · Pepelina · Pomen · Sjirokovo · Tsjilnov